# عکس‌های خبری ای‌سی‌ام‌ای
عکس‌های خبری ACME یک خبرگزاری فعال میان سال‌های ۱۹۲۳ تا ۱۹۵۲ میلادی بوده‌است.

## تاریخچه
این خبرگزاری بین سنوات ۱۹۲۳ تا ۱۹۵۲ کار می‌کرد و پیش از آن با عنوان «عکس‌های خبری ایالات» شناخته شده بود. پس از آن نیز با نام یونایتدپرس اینترنشنال به کار خود ادامه می‌دهد. کوربیس برخی تصاویر خود را در این مجموعه داشته. کتابخانه عمومی نیویورک نیز برخی از تصاویر اصلی خود را در این مجموعه دارد.

## نام
- Acme News
- Acme News Photos
- Acme Newspictures
- Acme Photographs
- Acme Photos
- Acme Telephoto